# Urringad månmätare
Urringad månmätare (Selenia lunularia) är en fjärilsart som beskrevs av Jacob Hübner 1788. Urringad månmätare ingår i släktet Selenia och familjen mätare. Arten är reproducerande i Sverige. Inga underarter finns listade i Catalogue of Life.

## Bildgalleri

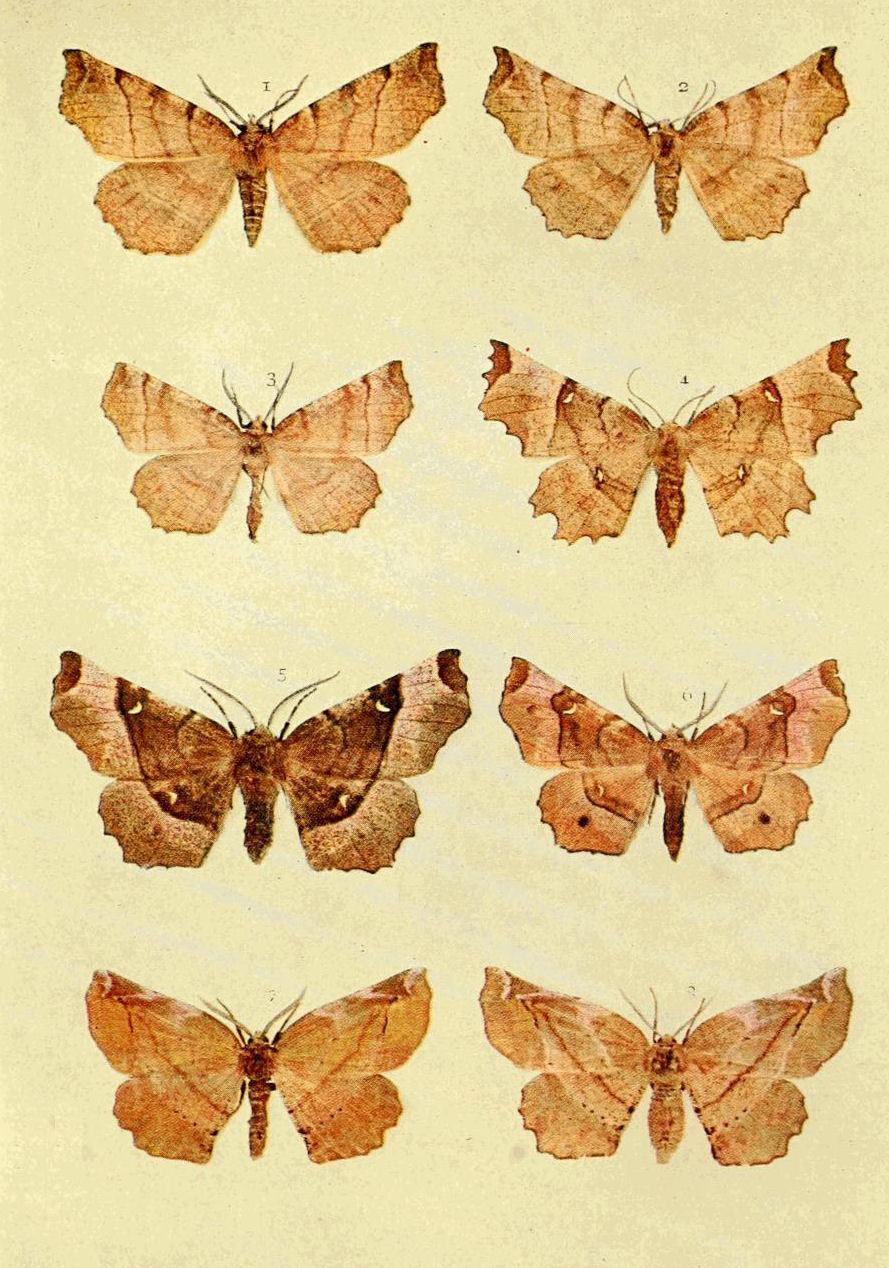
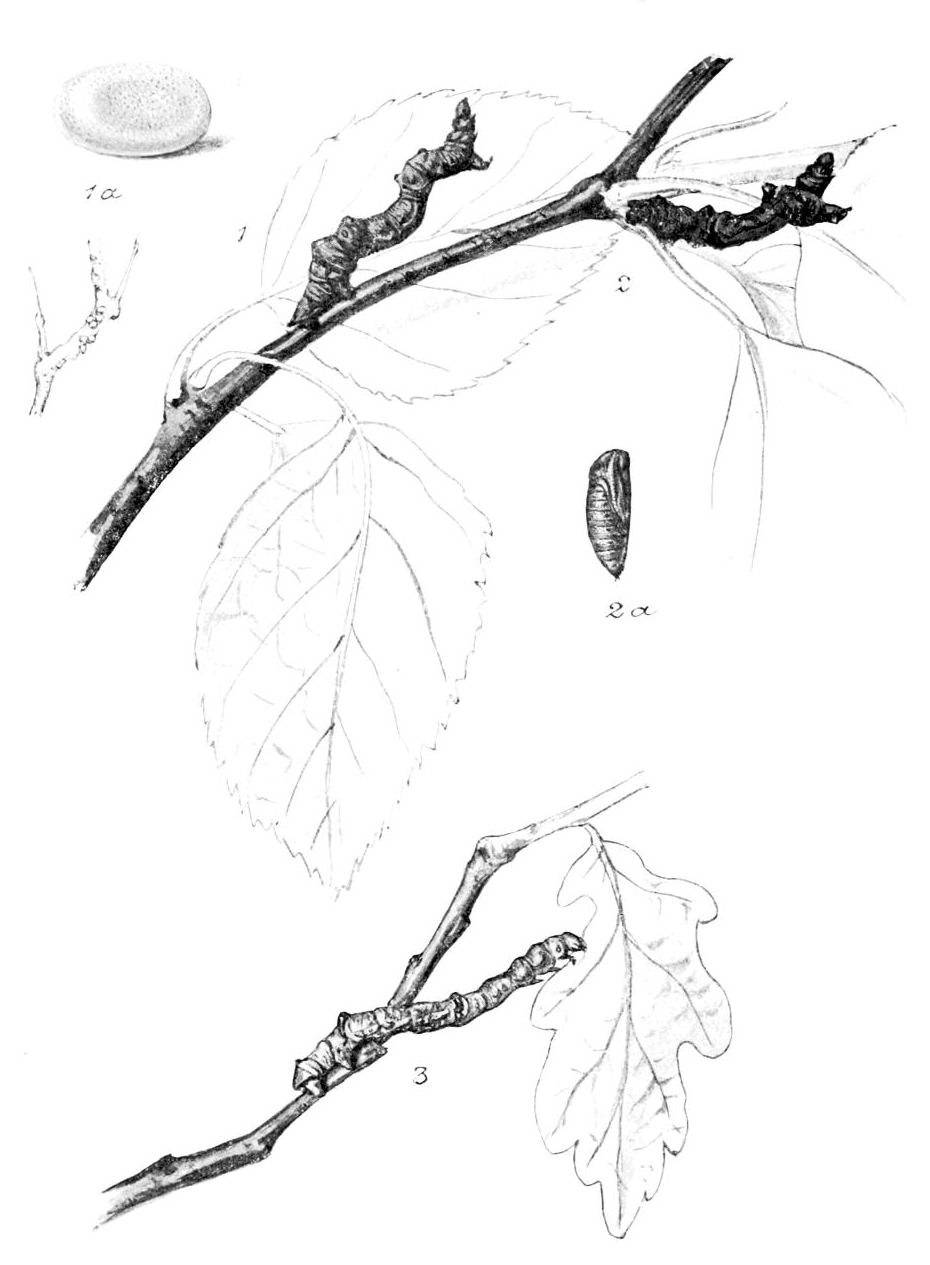
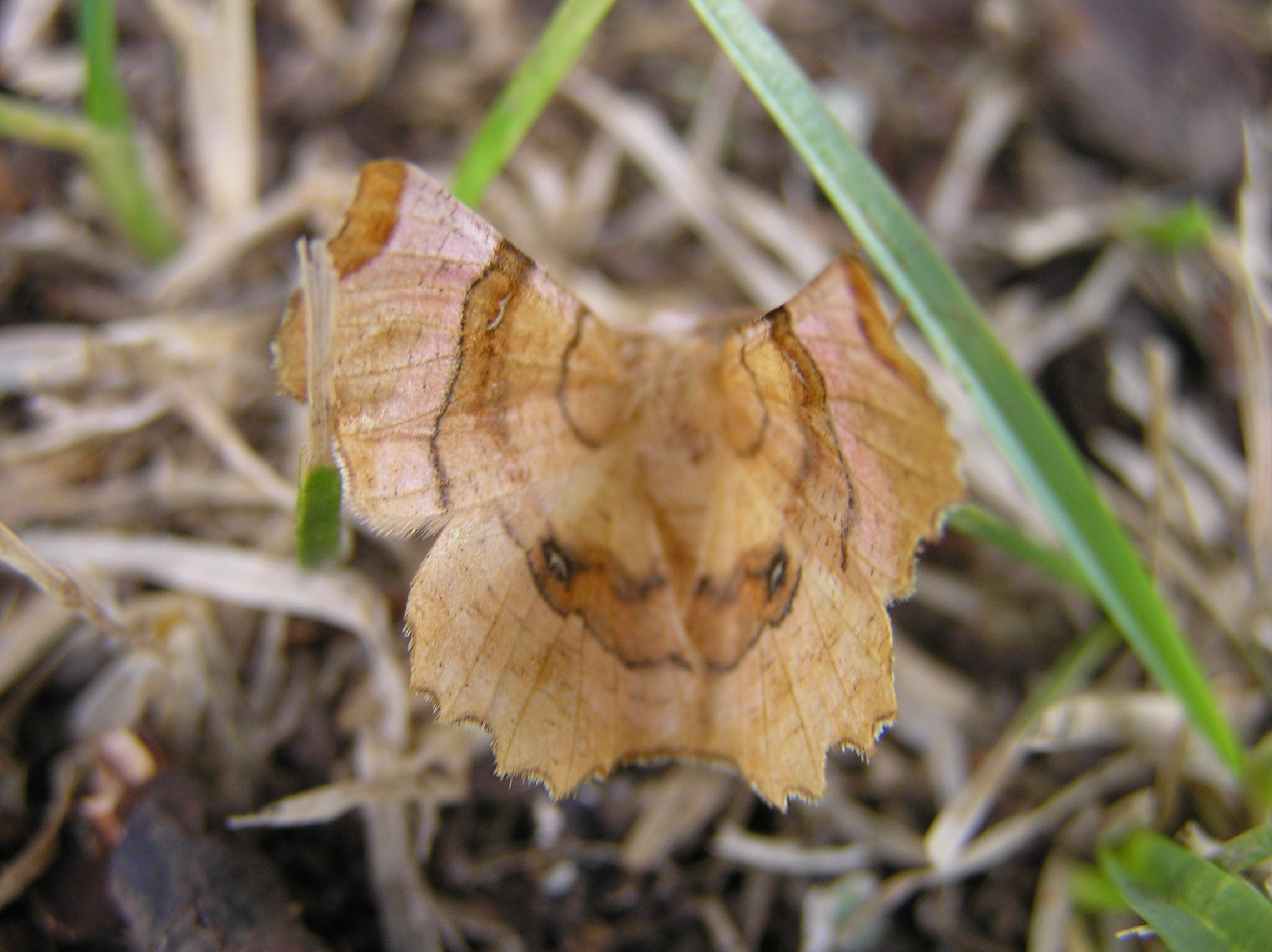
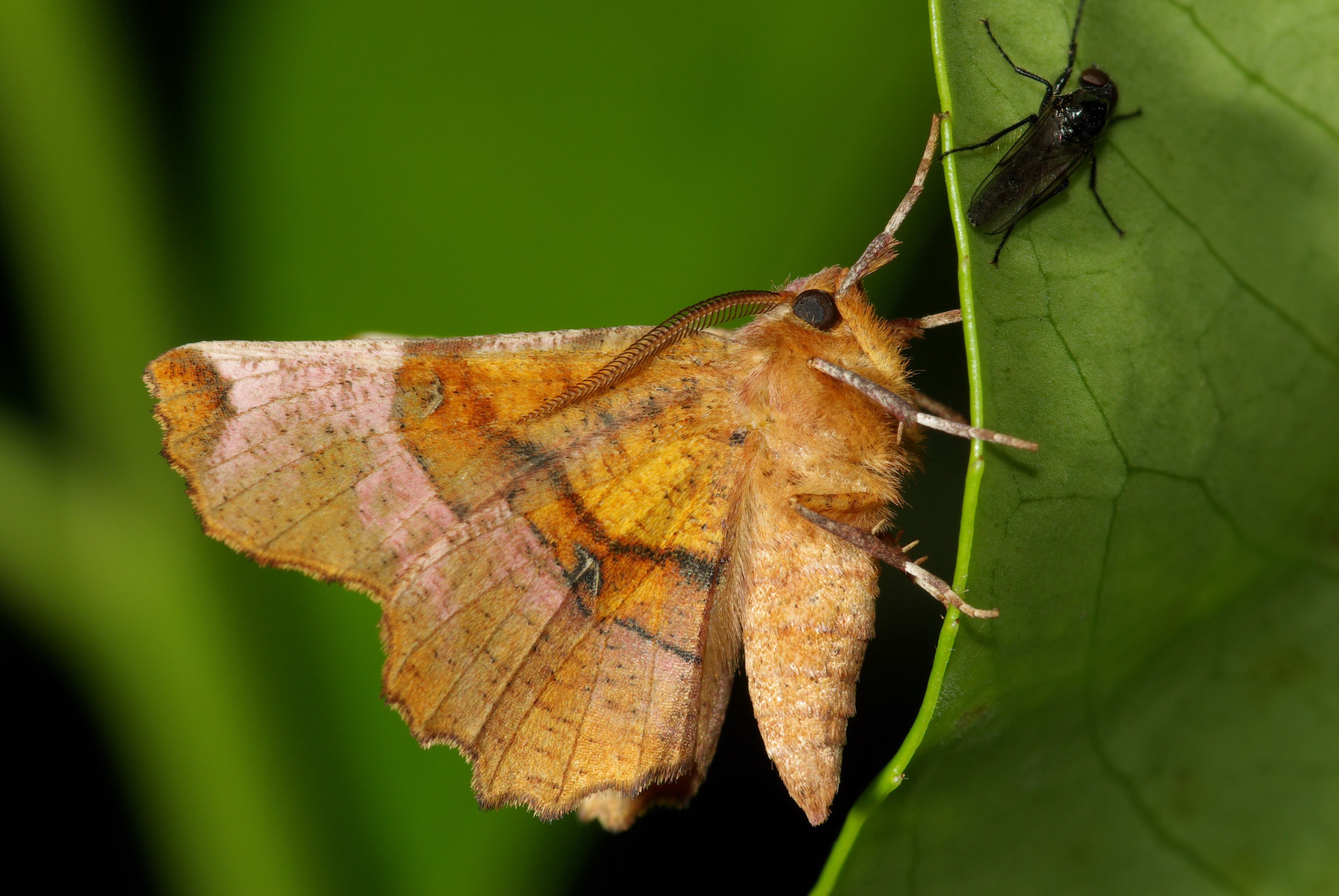